# 대성쎌틱에너시스
대성쎌틱에너시스(Daesung Celtic Enersys) 주식회사는 대성의 계열사로 대한민국의 에너지기기 제조업체다.

## 역사
- 1982년 대성산업 보일러사업본부로 설립 (프랑스의 사포토에모라社와 기술제휴 설립)
- 1982년 대성쎌틱가스보일러 보급 개시
- 1984년 대성산업 보일러사업본부에서 대성샤포토에모리로 변경
- 1985년 대성샤포토에모리 반월공장 준공 및 가스보일러 생산
- 1988년 전자식 가스보일러 개발
- 1989년 국내 최초 가스보일러 보급 누계 10만대 돌파
- 1990년 반월공장에서 음성공장 준공 및 이전
- 1990년 KS표시허가 및 Q마크 획득
- 1990년 대성샤포토에모리에서 대성쎌틱으로 변경
- 1990년 제2세대 가스보일러 대성쎌틱가스보일러 출시
- 1991년 대성쎌틱 자회사 대성에너시스 설립
- 1993년 국내 최초 가스보일러 보급 누계 50만대 돌파
- 1994년 자가진단기능 및 시운전기능의 SPA모델 개발
- 1994년 삼천리도시가스 납품계약 체결
- 1995년 ISO9001 인증 획득
- 1996년 자가진단기능으로 국립기술품질원의 EM마크 획득
- 1997년 자가진단기능 및 항온비레제어기능의 SPA GOLD 개발
- 1997년 가스보일러 보급누계 80만대 돌파
- 1998년 현대중공업 현대하이맥스가스보일러 생산 인수 및 납품계약 체결
- 2009년 2010년형 대성S라인 콘덴싱 가스보일러 출시
- 2010년 대성쎌틱에서 대성쎌틱에너시스로 변경
- 2010년 대성쎌틱이 기름보일러 제조업체 제일스텐레스보일러 인수
- 2019년 2020년 친환경 콘덴싱가스보일러 의무화
- 2021년 롯데알미늄(롯데기공)의 보일러사업 서비스권 인수 및 영업망 확충
- 2023년 대성쎌틱 대전 고객상담센터 구축
- 2024년 서비스품질 우수기업 인증 획득
- 2024년 신제품 '유럽형 콘덴싱 보일러 DPC', '가스온수기 DSW', '사계절 제습기', '카본 토퍼매트', '미니라디에이터' 출시
- 2025년 신제품 '접이식 무선 선풍기', '콘덴싱 제습기', '음식물 처리기 이지클린' 출시